# حقوق اقتصادی
حقوق اقتصادی مجموعه قوانین و مقررات مربوط به تنظیم فعالیت اقتصادی است. حقوق اقتصادی با تحلیل اقتصادی حقوق رابطه نزدیکی دارد که در آن مباحث حقوقی و قوانین و مقررات از منظر اقتصادی بررسی و تحلیل می‌‌شوند.
در سیستم حقوقی اتحاد جماهیر شوروی، حقوق اقتصادی نظریه و سیستمی حقوقی بود که براساس آن روابط اقتصادی یک رشته حقوقی مستقل از حقوق کیفری و حقوق مدنی بود.
در نظام حقوقی شوروی، هدف از حقوق اقتصادی تنظیم روابط ناشی از فعالیت‌های اقتصادی بود. تئوری استقلال قانون اقتصادی پس از بیست و یکمین کنگره CPSU در سال ۱۹۵۹ دنبال شد، و طرفدار اصلی آن V.V. لاپتف بود که پس از بحث و گفتگو، این موضع توسط احکام CPSU و شورای وزیران اتحاد جماهیر شوروی در طی سالهای ۱۹۷۰ تا ۱۹۷۵ اتخاذ و در قانون اساسی ۱۹۷۷ شوروی نهایی شد.

## رشته دانشگاهی
حقوق اقتصادی از رشته‌های دورهٔ کارشناسی ارشد می‌باشد. در این رشته هم حقوق اقتصادی آموزش داده می‌شود، هم تحلیل اقتصادی حقوق و هم برخی مباحث مرتبط حقوق خصوصی.